# Ernst Mohr (Pfarrer)
Ernst Johannes Mohr (* 14. Oktober 1895 in Elmshorn; † 26. Dezember 1974 in Meldorf) war ein deutscher evangelisch-lutherischer Pfarrer und Propst. Er war Mitglied der Bekennenden Kirche in Schleswig-Holstein.

## Leben
Nach Theologiestudium und Promotion mit Auszeichnung an der Universität Gießen wurde Mohr am 12. August 1923 in Wankendorf ordiniert. Anschließend war er bis 1927 Pfarrer an der Klosterkirche in Uetersen. Danach wurde er Pfarrer in Flensburg. 1936 war er Mitglied des Landeskirchenausschusses Schleswig-Holstein und 1945 Beauftragter für das Landeskirchliche Hilfswerk. 1949 wurde Mohr Propst von Süderdithmarschen und Pfarrer an St. Johannis in Meldorf. 1962 wurde er altersbedingt emeritiert und ging in den Ruhestand.
Mohr gehörte bis zu seinem durch Reinhard Heydrich verfügten Parteiausschluss im April 1934 der NSDAP an, der SA bis 1936. Später engagierte er sich in der Bekennenden Kirche und hatte als Mitglied des Landesbruderrates eine führende Rolle inne.

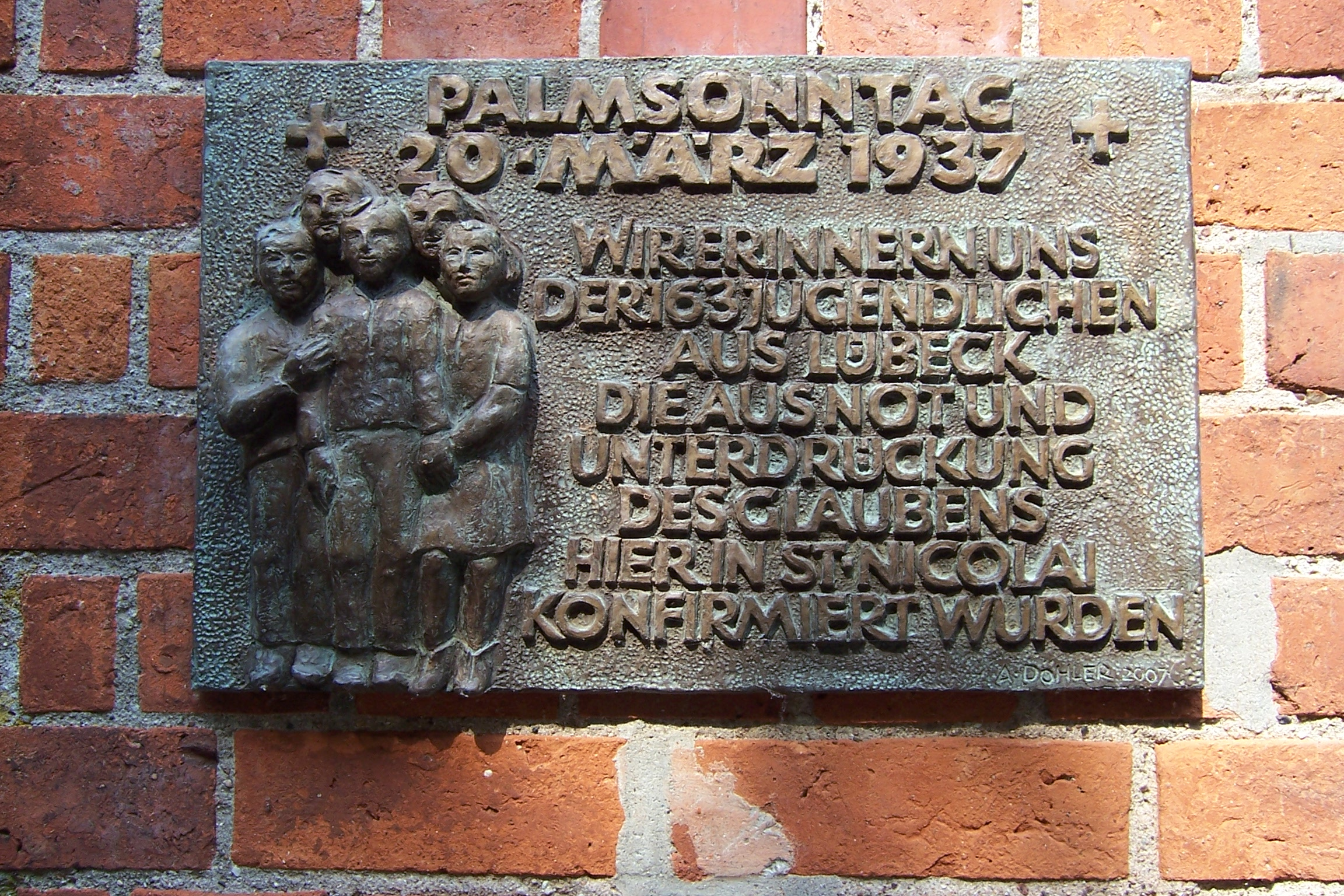
Gedenktafel für die Notkonfirmation 1937 in Mölln

 Unter Mitwirkung der Möllner Pastoren führte er am Palmsonntag (20. März 1937) die Möllner Notkonfirmation für 163 Lübecker Konfirmanden durch, deren neun Lübecker Pastoren im Januar 1937 die weitere Amtsausführung untersagt wurde, nachdem sie der Bekennenden Kirche beigetreten waren.
Sein Sohn war der Landeskirchenmusikdirektor Peter Mohr (1924–1989).
Einen Teilnachlass mit Korrespondenz zum Kirchenkampf verwahrt das Kirchenarchiv der Evangelisch-Lutherischen Kirche in Norddeutschland in Kiel.

## Schriften
- Die Rolle der Vernunft und Offenbarung in der Orthodoxie und Aufklärung gezeigt an der deutschen lutherischen Orthodoxie von 1650–1750 und an John Locke. Gießen, Phil. Diss., 1922.
- Ansprache. In: Zur Erinnerung an die Konfirmationsfeier in Mölln am Abend vor Palmarum 1937. Flensburg 1937 (online auf geschichte-bk-sh.de).